# Арбес, Якуб
Я́куб А́рбес (чеш. Jakub Arbes; 12 июня 1840, Прага — 8 апреля 1914, Прага) — чешский писатель и журналист.

## Жизнь и творчество
Я.Арбес родился в пражском районе Смихов, закончил реальное училище, затем изучал технические дисциплины в университете. Работал журналистом, в 1868—1873 годы — шеф-редактор газеты Národní listy. В 1873 был приговорён к 15-месячному тюремному заключению за публикацию одной из статей, которое отбыл в 1873—1874 годах в тюрьме города Чешска-Липа. В 1876—1879 года Арбес — драматург театра Prozatímní divadlo. В 1880—1881 годах издавал, совместно с Миколашем Алешом, сатирический журнал Гном, позднее был редактором журналов Голос (Hlas) и Политика (Politik).
В творчестве Я.Арбеса отразились 3 характерные для него тенденции: его преклонение перед чешским писателем Яном Нерудой, интерес к фантастической, мистической литературе и техническим достижениям, а также радикальные социалистические взгляды. Из всего этого возник новый литературный жанр, названный Я.Арбесом романетто, и ставший впоследствии распространённым явлением в чешской литературе. Действие всех романетто Арбеса происходят в Праге, часто по некоему призрачному сценарию, который раскрывается благодаря силе человеческого разума и техническим нововведениям. В романетто писателя есть и философские вопросы, и радикальная критика буржуазного общества, и элементы научной фантастики. Более поздние романы писателя пессимистичны, они раскрывают проблемы капиталистического развития и индустриализации Чехии.
В 1952 году в фильме «Миколаш Алеш» его сыграл Йиржи Догнал.
Похоронен на кладбище Малвазинки в Праге.

## Сочинения

### Романетто
- Элегия о чёрных глазах (Elegie o černých očích),1865–1867

- Дьявол на скамье пыток (Ďábel na skřipci), 1866
- Сероглазый демон (Sivooký démon), 1873
- Святой Ксаверий (Svatý Xaverius), 1873
- Чудотворная мадонна (Zázračná madona), 1875
- Распятая (Ukřižovaná), 1876
- Мозг Ньютона (Newtonův mozek), 1877
- Акробаты (Akrobati), 1878
- Эфиопская лилия (Ethiopská lilie), 1879
- Сумасшедшая работа (Šílený Job), 1879
- Адвокат неимущих (Advokát chuďasů), 1881

### Романы
- Кандидаты на существование (Kandidáti existence), 1878
- Современные вампиры (Moderní upíři), 1879
- Озорники (Štrajchpudlíci), 1883
- Мессии (Mesiáš), 1883
- Ангел мира (Anděl míru), 1889
- Последние дни человечества (Poslední dnové lidstva), 1895
- Странный характер (Záhadné povahy), 1909
- Чешский Паганини (Český Paganini)
- Из мастерской души поэта (Z duševní dílny básníků)